# باتريك غروف
باتريك واي كين غروف (بالإنجليزية: Patrick Grove)‏(مواليد 30 أبريل 1975، سنغافورة) رائد أعمال تكنولوجي سنغافوري وأسترالي. وهو المؤسس المشارك والرئيس التنفيذي لكاتشا جروب، يشغل غروف أيضًا منصب رئيس مجلس الإدارة والرئيس التنفيذي لشركة شركة كاتشا للاستثمار، وهي شركة شيكات فارغة ترعاها مجموعة كاتشا.